# Kanton Saint-Sever-Calvados
Kanton Saint-Sever-Calvados (fr. Canton de Saint-Sever-Calvados) byl francouzský kanton v departementu Calvados v regionu Dolní Normandie. Skládal se z 18 obcí, zrušen byl v roce 2015.

## Obce kantonu
- Beaumesnil
- Campagnolles
- Champ-du-Boult
- Courson
- Fontenermont
- Le Gast
- Landelles-et-Coupigny
- Le Mesnil-Benoist
- Le Mesnil-Caussois
- Mesnil-Clinchamps
- Le Mesnil-Robert
- Pont-Bellanger
- Pont-Farcy
- Saint-Aubin-des-Bois
- Saint-Manvieu-Bocage
- Sainte-Marie-Outre-l'Eau
- Saint-Sever-Calvados
- Sept-Frères